# Joan Armengol (bisbe)
Joan Armengol o Joan Ermengol (?-1408), fou abat del Monestir de Sant Cugat i bisbe de Barcelona (1389-1408).
El papa Luna (Benet XIII d'Avinyó) el va nomenar bisbe de Barcelona. Joan Armengol va ser un gran defensor d'aquest papa, fins i tot ajudant-lo perquè pogués evadir el lloc d'Avinyó. Va traslladar les relíquies de Sant Sever des de Sant Cugat a Barcelona complint una promesa del rei Martí l'Humà.
L'any 1401 el bisbe Joan Armengol i els consellers de la ciutat participaren en la fundació de l'Hospital de la Santa Creu de Barcelona posant una de les primeres quatre pedres en nom de l'Església i la ciutat. Les altres tres pedres van ser posades pel rei Martí l'Humà, per la reina Maria de Luna i per Jaume de Prades en nom del príncep hereu.
El 8 de març de 1403 va contractar la il·lustració i decoració d'un missal per a l'ús litúrgic de la catedral de Barcelona, el Missal de Santa Eulàlia, a l'il·luminador de llibres Rafael Destorrents.